# Max Baumann (Physiker)
Max Baumann (* 20. November 1931 in Neckarsulm; † 26. Juni 2025 in Tübingen) war ein deutscher Physiker, der bis 1997 Professor für Experimentalphysik am Physikalischen Institut der Eberhard Karls Universität Tübingen war.

## Leben und Wirken
Max Baumann studierte in Tübingen, wo er 1957 die wissenschaftliche Prüfung für das Lehramt an Gymnasien in den Fächern Physik, Mathematik und Chemie, sowie die Diplomprüfung in Physik ablegte. Er promovierte 1963 als Schüler von Hubert Krüger mit einer Arbeit über Relaxationszeiten bei atomaren Stößen und wurde anschließend wissenschaftlicher Assistent. Nach seiner Habilitation 1969 wurde er zum Wissenschaftlichen Rat und 1971 zum Professor ernannt. In seiner wissenschaftlichen Arbeit beschäftige er sich hauptsächlich mit der experimentellen Bestimmung charakteristischer Größen der Atomphysik, darunter der Lebensdauer angeregter Zustände, der Hyperfeinstruktur und Landé-Faktoren sowie der Untersuchung von Relaxation und Populationstransfer bei atomaren Stoßprozessen. 1997 ging er in den Ruhestand.

## Veröffentlichungen (Auswahl)
- Relaxationszeiten für die Umorientierung von Quecksilberatomen im metastabilen 63P2-Zustand durch Stöße. In: Zeitschrift für Physik 173 (1963), S. 519–532, doi:10.1007/BF01388013.
- mit G. Wandel: Lifetimes of Excited States (6s6p)1P1 and (6s6p)3P1 of Ytterbium. In: Physics Letters 22 (1966), S. 283, doi:10.1016/0031-9163(66)90614-7}.
- mit W: Hartmann, H. Krüger und A. Oed: Die Hyperfeinstruktur des angeregten 32P3/2-Zustandes von Natrium. In: Zeitschrift für Physik 194 (1966), S. 270, doi:10.1007/BF01571251.
- mit E. Jacobson: Untersuchungen von Relaxationserscheinungen an Quecksilberatomen im metastabilen 63P2-Zustand mit einem Impulsverfahren. In: Z. Physik 212 (1968), S. 32–47, doi:10.1007/BF01379895.
- mit G. Wandel: {\displaystyle g_{J}} Factors of 6s6p 3P1 and 6s6p 1P1 States of Ytterbium. In: Physics Letters A 28 (1968), S. 200, doi:10.1016/0375-9601(68)90200-4.
- Ein level-crossing-Experiment zur Untersuchung der Hyperfeinstruktur des angeregten 32P3/2-Zustandes von 23Na. In: Zeitschrift für Naturforschung 24a (1969), S. 1049–1057, doi:10.1515/zna-1969-0703.
- mit M. Lauenstein und H. Liening: HFS-Measurements in the 4d95p 1P10-and 3D10-States of 105Pd (I=5/2). In: Zeitschrift für Naturforschung A 36a (1981), S. 780–781, doi:10.1515/zna-1981-0716.
- mit B. Storr: Collisional Population Transfer between the Hyperfine-structure Levels of the 5S5P3P1 State of Cd-113. In: Zeitschrift für Physik D 9 (1988), S. 171–176, doi:10.1007/BF01384269.
- mit H.-P. Didra: Cadmium (5 1P1P5 3PJ) excitation transfer and 5 3PJ intramultiplet relaxation by collisions with molecular gases. In: Z. Phys. D 37 (1996), S. 29–37, doi:10.1007/s004600050005.